# Чита (телерадиокомпания)
Государственная телевизионная и радиовещательная компания «Чита» — филиал ФГУП «Всероссийская государственная телевизионная и радиовещательная компания» в Забайкальском крае.

## История
Впервые радио в Чите появилось в 1927 году. В 1932 году вещание радио было распространено на всю Читинскую область. В 1937 году был создан Комитет по радиоинформации и радиовещанию Исполнительного комитета Читинского областного совета депутатов трудящихся. Первый телеэфир в Читинской области произошëл в 1963 году, а первой передачей Читинского телевидения была «Телевидение и мы». 7 ноября 1965 года читинцы впервые увидели в прямой трансляции с площади имени Ленина демонстрацию трудящихся города Читы и парад войск Забайкальского военного округа.
14 декабря 1979 года жители Читинской области увидели первое цветное изображение. 1 июля 1983 года Читинское телевидение одним из первых в СССР стало трёхпрограммным. Во времена Перестройки Читинское телевидение стало развиваться успешно, благодаря новым технологиям. Именно в эти годы на телеэкранах и в радиоэфире появились новые авторские программы, посвящëнные обсуждениям на темы, волновавшие читинцев. В 1992 году Комитет по телевидению и радиовещанию был реформирован в Гостелерадиокомпанию.
В 2000 году ГТРК получили статус дочерних предприятий ВГТРК. В 2003 году, благодаря реализации программы по развитию теле и радиовещания, сигнал ЧГТРК был выведен на спутник «Ямал-300К», и с тех пор охват телевизионным сигналом достиг 97 % всей территории Читинской области. До этого момента Читинское телевидение вещало лишь в 18 из 32 районов края.
В 2002 году начался процесс унификации вещания: на смену информационной программе «За Байкалом» пришла программа «Вести-Чита». С 2003 года она стала основным продуктом регионального эфира. В 2005 году после реорганизации ЧГТРК становится филиалом ВГТРК и приобретает новое название ГТРК «Чита». В структуру новой компании в качестве Территориального отделения была включена бывшая Агинская Бурятская гостелерадиокомпания (АБГТРК).
16 января 2017 года телеканал «Россия-1» перешёл на формат вещания 16:9. С 12 сентября 2017 года ГТРК «Чита» вещает в первом мультиплексе цифрового эфирного телевидения. С 1 октября 2018 года ГТРК «Чита» также вещает на канале «Россия-24».

## Вещание
ГТРК «Чита» вещает на телеканале «Россия-1» и «Россия-24» на всю территорию Забайкальского края ежедневно.
Телеканал «Россия-1»:
По будням:
«Вести-Чита» — 05:07, 05:35, 06:07; 06:35, 07:07, 07:35, 08:07, 08:35, 09:00, 14:30, 21:05;
"Утро России-Чита" — 09:34 - 09:56;
Передачи на бурятском языке: «Вести-Агинское» — понедельник (ранее пятница), 09:00 - 09:34;
Тематическое вещание: среда — 09:34 - 09:56.
По выходным:
- Суббота: «Вести-Чита» — 08:00 - 08:15;

«Местное время. Суббота» — 08:20 - 08:35;
- Воскресенье:

«Местное время. Воскресенье» — 08:00 - 08:35
Телеканал «Россия-24»:
Понедельник: 13:00 - 13:30; 18:00 - 18:30; 21:00 - 21:30
Вторник-Пятница: 13:00 - 13:30; 18:00 - 18:30;
Суббота: 14:00 - 14:30;
Воскресенье: 19:00 - 20:00.

## Структура ГТРК «Чита»
- «Россия-1» и ГТРК «Чита»
- «Россия-24» и ГТРК «Чита»
- «Радио России» и ГТРК «Чита»
- «Радио Маяк» и ГТРК «Чита»
- «Вести-FM» и ГТРК «Чита»

## Программы собственного производства

### Телевидение
- «Вести-Чита»
- «Местное время. Воскресенье»
- «Вести-Чита. Дежурная часть»
- «Вести-Экономика»
- «Вести-Экология»
- «Аграрные вести»
- «Мобильный репортёр-Чита»
- «Дорожные вести»
- «Вести-право»
- «Вести-правительства»
- «Парламентское время»
- «Своя земля»
- «Ага-сегодня»
- «От первого лица»
- «Национальные проекты в действии»
- «Тема недели-24»
- «Хорошие вести»
- «Доктор, я к вам»
- «Дорога к доктору»
- «Дом, квартира и дача в придачу»

### Радио
- «Вести-Чита»
- «Утренняя студия»
- «Исследователи Забайкалья»
- «Архивный фонд»
- «Азбука бизнеса»
- «Повестка дня»
- «Я живу в Забайкалье»
- «Колос»
- «Курс на Маяк»
- «Открытая книга»
- «Годы, люди, судьбы»
- «По волне моей памяти»
- «Там, где вы не бывали»
- «Тема дня»
- «Дела семейные»
- «Пластилин»
- «Молодёжный квартал»
- «Грани»
- «Ваш выход»
- «Портреты земляков»
- «Воскресный концерт»

## Фильмы собственного производства
- «Великие люди Забайкалья: Пётр Бекетов»

- «Великие люди Забайкалья: Семён Номоконов»
- «Великие люди Забайкалья: Евгений Мациевский»
- «Великие люди Забайкалья: Варлаам Чикойский»
- «Великие люди Забайкалья: Николай Муравьёв-Амурский»
- «Великие люди Забайкалья: Михаил Бутин»
- «Декабристы в Забайкалье. По памятным местам»
- «Декабристы. Минувших битв святая память»
- «Декабристы — участники Отечественной войны 1812 года»
- «Семь чудес Забайкалья. Даурия»
- «Семь чудес Забайкалья. Кафедральный собор»
- «Семь чудес Забайкалья. Церковь Успения Пресвятой Богородицы»
- «Семь чудес Забайкалья. Озеро Арей: Мифы и реальность»
- «Чикоянки. В традициях песенного края»
- «Трансляция парада в честь 65-летия Победы в Великой Отечественной войне. 2010 год»